# Khu kinh tế cửa khẩu Hoành Mô – Đồng Văn
Khu kinh tế cửa khẩu Hoành Mô – Đồng Văn có phạm vi bao gồm các xã Hoành Mô và Đồng Văn thuộc huyện Bình Liêu tỉnh Quảng Ninh.
Khu kinh tế này được thành lập theo Quyết định số 115/2002/QĐ-TTg ngày 13 tháng 9 năm 2002 của Thủ tướng Chính phủ Việt Nam.
Khu kinh tế cửa khẩu Hoành Mô – Đồng Văn được áp dụng Quyết định số 53/2001/QĐ-TTg ngày 19 tháng 4 năm 2001 của Thủ tướng Chính phủ về chính sách đối với Khu kinh tế cửa khẩu biên giới.